# NSU Spider
La NSU Spider est une automobile décapotable produite par le constructeur allemand NSU de 1964 à 1967. Parfois également nommée NSU Wankel Spider, elle est la première automobile au monde commercialisée avec un moteur Wankel. Cette voiture a été dessinée par Claus Luthe.

## Histoire
Apparue au salon de Francfort en 1963, la NSU Spider est la vedette des cabriolets deux portes. Elle est basée sur le coupé NSU Sport Prinz de 1958. En plus du toit repliable, la Spider se distingue de celui-ci par une grille à l'avant. Comme pour toutes les voitures NSU à l'époque, le moteur est monté à l'arrière : afin d'améliorer la répartition des masses, le radiateur de la Spider et son réservoir de carburant de 35 litres sont placés à l'avant du conducteur. Le coffre à bagages avant est en conséquence petit. Il y en a un deuxième à l'arrière, au-dessus du moteur. Les NSU Spider sont peintes en rouge ou en blanc.

## Technique
(juin 2018).
Le contenu est difficilement compréhensible vu les erreurs de traduction, qui sont peut-être dues à l'utilisation d'un logiciel de traduction automatique.
Inventé par Felix Wankel, le moteur Wankel diffère d'un moteur à piston classique par la forme quasi-ovale de sa chambre de combustion comportant un rotor. Il n'engendre aucun mouvement alternatif, ce qui réduit les transformations de mouvement, les frottements, les vibrations et le bruit. L'ensemble comporte également un nombre de pièces réduit. Le résultat est un moteur remarquablement compact fonctionnant à haut régime.
Ce n'est que plus tard qu'il fut révélé que les matériaux choisis par NSU pour la construction de ses moteurs étaient inappropriés. La nécessité de remplacer fréquemment les joints d'apex usés et les nombreux problèmes de fiabilité des véhicules mirent à mal la stabilité financière de NSU qui fut contrainte de fusionner avec le constructeur automobile Audi en 1969. Le seul autre constructeur qui persévéra dans la production à grande échelle du moteur rotatif fut Mazda, avec la présentation au Salon de l'automobile de Tokyo 1964 du premier prototype Mazda Cosmo. Le moteur à piston classique ne fut jamais réellement concurrencé par le moteur rotatif. 
Selon son constructeur, la première version de la NSU Spider était équipée d'un moteur développant 50 chevaux (37 kW) à 5500 tr/min. Les modèles suivants furent équipés d'un moteur développant 54 chevaux (40 kW) à 6000 tr/min. Le moteur rotatif était installé au-dessus de l'essieu arrière. Cette installation avait le mérite d'être compacte et plus légère que les moteurs classiques de l'époque. Les performances revendiquées établissaient un 0 à 100 km/h en 14,5 secondes. 

## Commercialisation
Il ne fut jamais question de produire ce modèle en grande quantité et cela se reflétait sur le prix de vente relativement élevé (2 979 dollars aux États-Unis). La NSU Spider ne fut produite qu'entre 1964 et 1967, à seulement 2 375 exemplaires. L'année de son retrait, le second modèle de la marque à moteur rotatif fut présenté. La Ro 80 ne connu qu'un succès légèrement supérieur en étant vendu à 37 398 unités sur dix ans.
En 1966, Al Auger de Richmond devint la première personne au monde à courir avec une voiture de production à moteur Wankel. Après une préparation minimale, la voiture prit part à de nombreuses courses entre 1966 et 1967 au sein du championnat californien (SCCA), terminant deuxième de la classe H modified lors de chaque saison. En vérité la voiture fut placée dans cette catégories car la SCCA manquait d'informations sur le moteur Wankel. Elle du ainsi concourir face à des voitures de 850cm3 spécialement préparées pour la course, plus légères et plus puissantes.

## Moteur

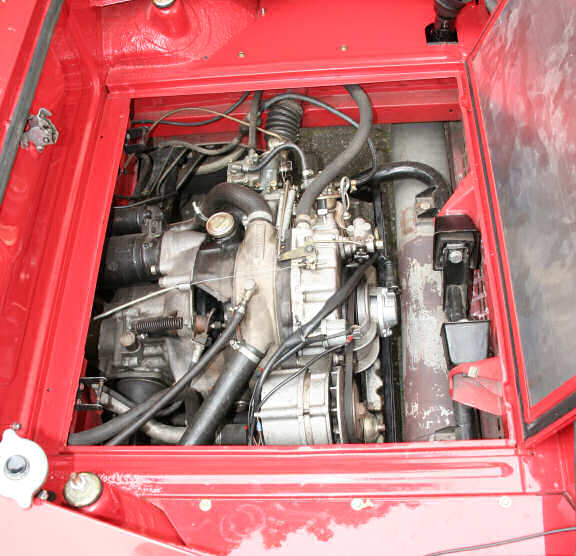
Le compartiment moteur est situé sous l'espace de stockage à l'arrière de la voiture.

| Type moteur :           | | |
| ----------------------- | --- | --- |
| Capacité :              | 497,5 cm3                                                                                                   | |
| Cylindres :             | Un rotor en triangle curviligne dans deux chambres épitrochoïdes                                            | |
| Soupapes :              | Aucune | |
| Arbre à cames :         | Aucun | |
| Excentricité            | | |
| Largeur du rotor        | | |
| Rapport volumétrique    | 9,3: 1 | |
| Puissance maxi          | 50 ch (50 ch) à 6 000 tr/min, pour les coureurs sportifs il y avait environ 10 véhicules avec 65 ch (48 kW) | 50 ch (50 ch) à 6 000 tr/min, pour les coureurs sportifs il y avait environ 10 véhicules avec 65 ch (48 kW) |
| Couple maxi             | 72 N m à 2 500 tr/min (50 version PS)                                                                       | |
| Type de carburant       | RON 97 | |
| Carburation             | 1 carburateur Solex électrique plat 18/32 HHD                                                               | |
| Position                | Longitudinal à l'arrière du véhicule                                                                        | |
| Kilomètre départ arrêté | | |
| 0 à 100 km/h            | | |
| Vitesse maxi            | 155 km/h (spécifications d'usine)                                                                           | |
| Consommation            | | |